# Đại học Quốc gia Moskva
Đại học Quốc gia Moskva mang tên M. V. Lomonosov là một trường đại học nghiên cứu công lập ở Nga, được thành lập vào năm 1755. Tính đến năm 2019, 13 người đoạt Giải Nobel, sáu người đoạt Huy cương Fields và một người đoạt Giải Turing từng làm việc tại trường đại học.

## Lịch sử

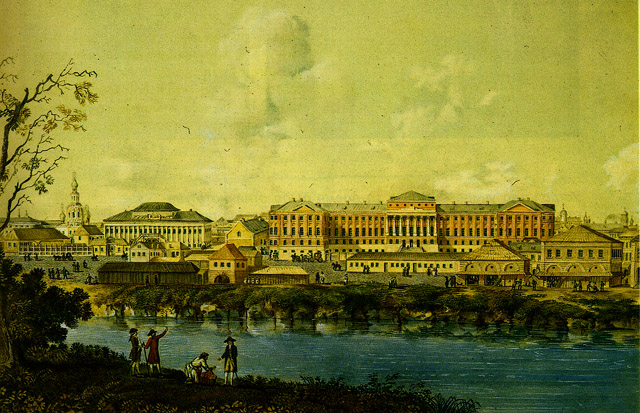
Những tòa nhà chính trên đường Mokhovaya, 1798. Ngày nay những nơi này thuộc các khoa Tâm lý học và Báo chí.

Trường đại học được thành lập theo một sắc lệnh của Nữ hoàng Nga Elizaveta ký ngày 25 tháng 1 (12 tháng 1 theo lịch cũ), năm 1755 bằng sự vận động của I. I. Shuvalov và M. V. Lomonosov. Những lớp học đầu tiên được tổ chức vào 26 tháng 4. Ngày 25 tháng 1 vẫn được kỉ niệm nhật là Ngày học sinh ở Nga.
Ban đầu nằm ở khu vực hiện nay là Bảo tàng lịch sử Nga trên Quảng trường Đỏ, trường đại học được Ekaterina Đại đế dời đến tòa nhà kiến trúc bán cổ điển hiện nay nằm bên kia đường Mokhovaya. Tòa nhà chính được xây dựng khoảng từ năm 1782 đến 1793 theo kiểu tân-Palladis theo thiết kế của Matvey Kazakov và được Domenico Giliardi xây dựng lại sau sự xâm lăng Nga của Napoléon.
Trong thế kỷ 18, trường đại học bao gồm 3 khoa — triết học, y khoa và luật. Có một trường dự bị sinh viên đã bị giải thể vào năm 1812. Vào năm 1779, M. M. Kheraskov thành lập trường nội trú cho con cái các nhà quyền quý, biến đổi thành một trường trung học (gymnasia) cho tầng lớp quý tộc vào năm 1830. Nhà in của đại học, do N. I. Novikov điều hành vào những năm thập niên 1780, đã xuất bản tờ báo nổi tiếng thời Nga Sa hoàng — Moskovskie Vedomosti.
Vào năm 1905 một tổ chức xã hội-dân chủ được thành lập tại trường đại học, kêu gọi lật đổ Sa hoàng và chuyển đổi nước Nga thành một nước cộng hòa. Nhà nước Sa hoàng nhiều lần tìm cách đóng cửa trường đại học. Vào năm 1911, để phản đối việc quân đội đóng trại trong khuôn viên của nhà trường và ngược đãi một số giáo sư, 130 nhà khoa học và giáo sư đã đồng loạt từ chức, bao gồm cả những nhân vật lỗi lạc như N. D. Zelinskiy, P. N. Lebedev và S. A. Chaplygin. Hàng ngàn học sinh cũng bị đuổi học vào năm 1911.
Sau Cách mạng tháng Mười Nga vào năm 1917, trường mở rộng cửa cho con em của giai cấp vô sản và nông dân. Vào năm 1919, học phí được bãi bỏ, và một trường dự bị được thành lập để giúp cho con em của tầng lớp công nhân vượt qua kì thi tuyển vào trường. Trường đại học được đổi tên vào năm 1940 để vinh danh người thành lập là M. V. Lomonosov.
Sau năm 1991 thêm chín khoa mới được thành lập. Vào năm 1992 trường được dành cho một địa vị duy nhất: được nhận tiền trực tiếp từ ngân sách nhà nước (không cần thông qua bộ giáo dục), làm tăng đáng kể sự độc lập của trường.

## Khuôn viên đại học

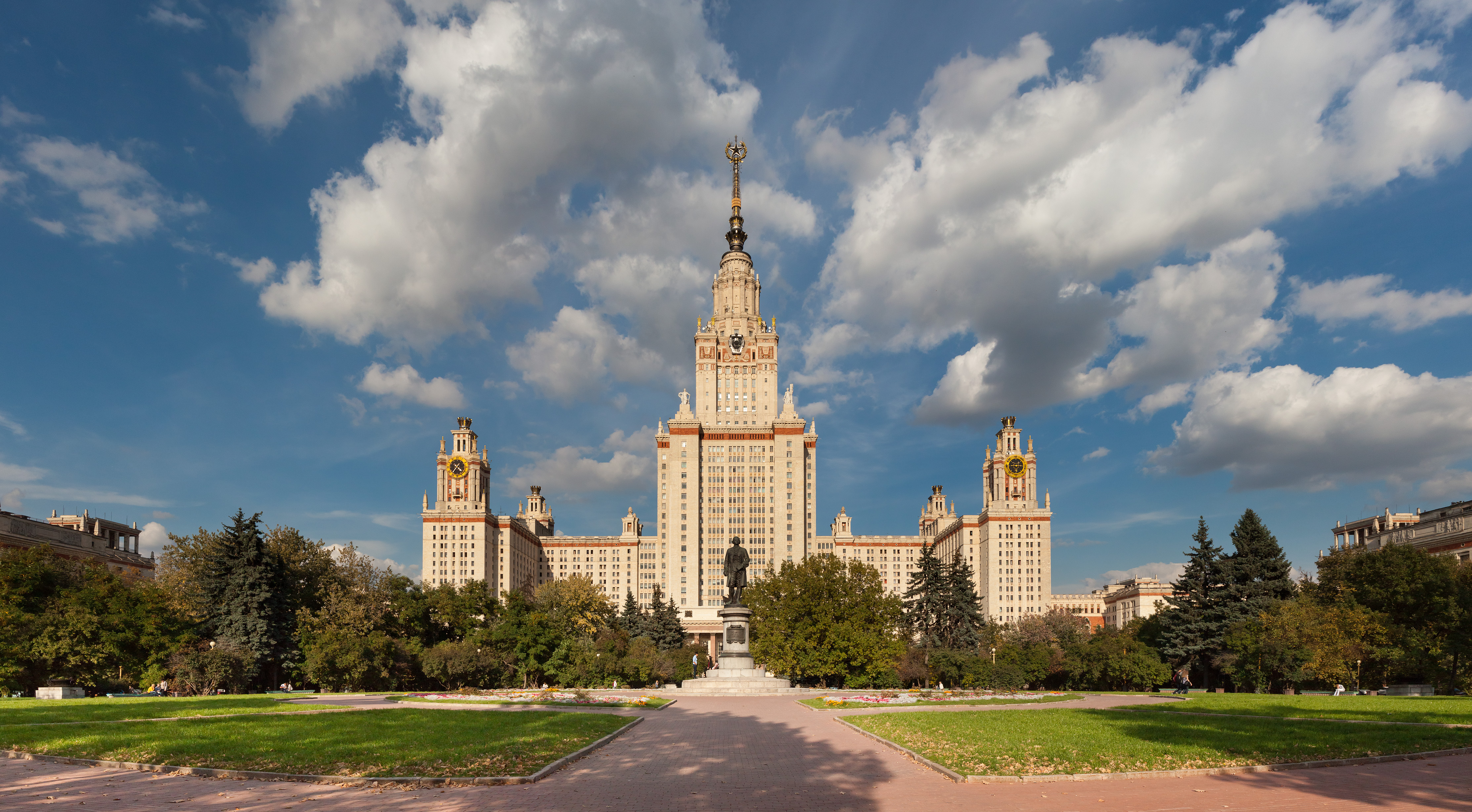
Tòa nhà chính

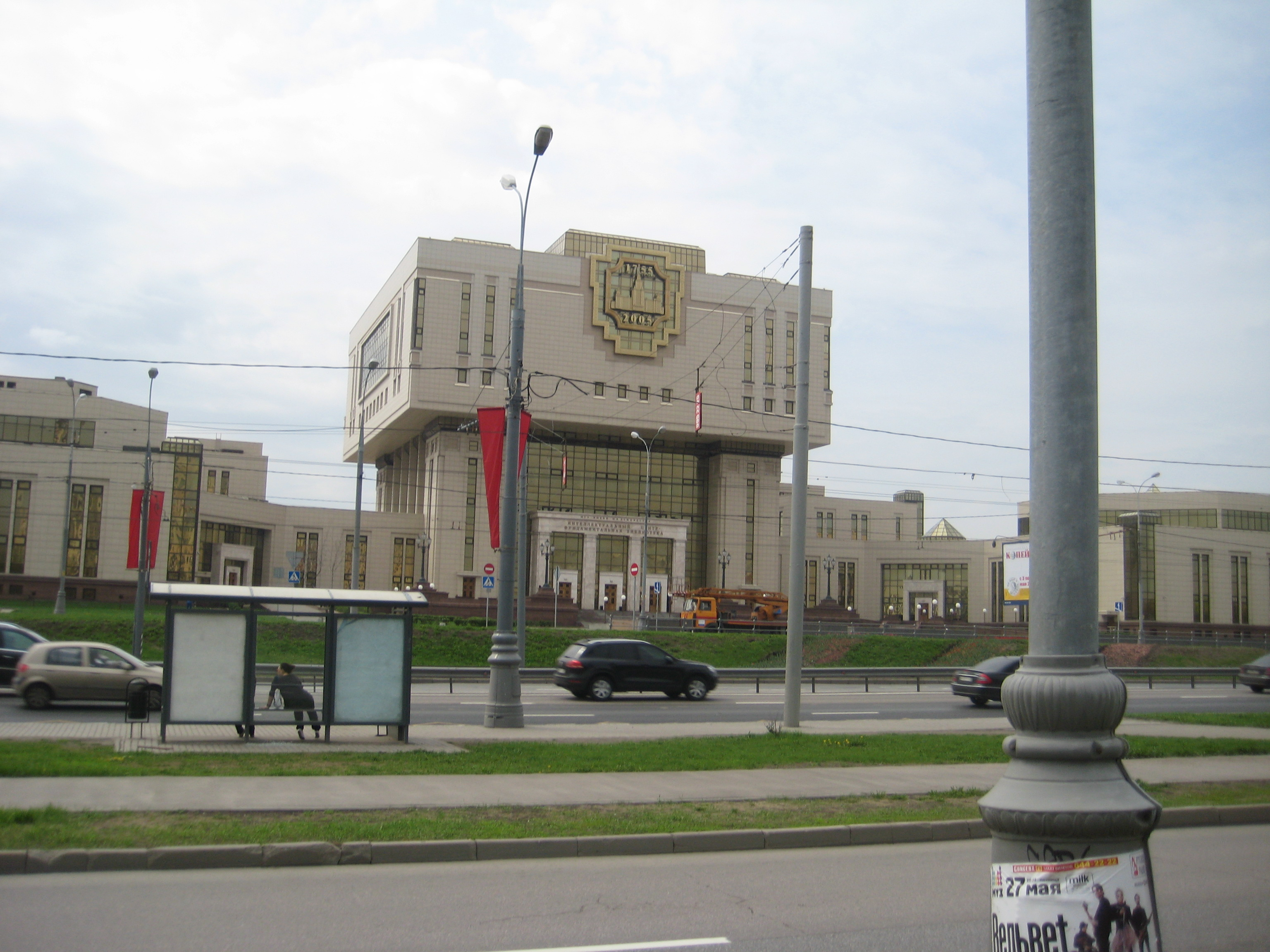
Thư viện Đại học

Từ năm 1953, đa số các khoa đều nằm trên đồi Vorobjovy (Воробьёвы горы - tức là đồi chim sẻ), ở phía tây nam của Moskva. Tòa nhà chính được kiến trúc sư L. V. Rudnev thiết kế. Sau chiến tranh, để kỷ niệm 800 năm thành phố Moskva, Stalin ra lệnh xây Bảy tòa nhà khổng lồ kiểu bán cổ điển xung quanh thành phố. Tòa nhà chính  là tòa nhà lớn nhất. Nó cũng là tòa nhà cao nhất trên thế giới bên ngoài thành phố New York vào lúc đó, và nó vẫn là tòa nhà cao nhất châu Âu cho đến năm 1988. Tòa nhà trung tâm cao 240 m với 36 tầng, được củng cố hai bên sườn là bốn chái (cánh), gồm các ký túc xá cho sinh viên và giảng viên. Nó chứa tổng cộng 33 kilômét đường hành lang và 5.000 phòng. Các trang thiết bị bên trong tòa nhà bao gồm một phòng hòa nhạc, một rạp hát, bảo tàng địa chất, các dịch vụ quản lý khác nhau, các thư viện, hệ thống bể bơi dưới tầng ngầm, trạm cảnh sát, bưu điện, hệ thống dịch vụ cho sinh viên như tiệm giặt, tiệm cắt tóc, các căng tin, các trụ sở ngân hàng, các quầy hàng, các quầy ăn tự phục vụ, một nơi tránh bom, v.v. Cùng với văn phòng quản lý đại học, là bốn khoa chính - Khoa Toán cơ, Khoa Địa chất, Khoa Địa lý và Khoa mỹ thuật và biểu diễn nghệ thuật - hiện nay vẫn ở bên trong tòa nhà chính. Ngôi sao trên đỉnh tháp lớn đủ để chứa một phòng nhỏ và một sàn quan sát; nó nặng 12 tấn. Các mặt tiền của tòa nhà được trang trí bằng các loại đồng hồ, phong vũ biểu, nhiệt kế, các bức tượng, bông lúa và lưỡi liềm lớn khắc vào tường. Một ban công phía trước có những bức tượng các nam nữ sinh viên nhìn về tương lại một cách lạc quan và tự tin.
Vào lúc xây dựng tòa nhà chính, đồi Vorobjovy nằm ở ngoại vi thành phố, ngày nay vùng này ở khoảng giữa từ Kremli đến giới hạn của thành phố. Một số các tòa nhà khác và các nơi luyện tập thể dục thể thao được thêm vào khuôn viên đại học sau này, kể cả sân vận động bóng chày đặc biệt duy nhất ở Nga. Hiện nay nhiều tòa nhà mới đang được xây dựng cho các khoa về khoa học xã hội, và một khu tiện nghi lớn mới vừa được xây cho thư viện, là thư viện lớn thứ nhì nước Nga nếu tính theo số đầu sách. Trường đại học cũng có một vài tòa nhà ký túc xá ở phía tây nam Moskva, bên ngoài khuôn viên đại học.
Tòa nhà ban đầu trên đường Mokhovaya bây giờ chủ yếu là thuộc Khoa Báo chí, Khoa Tâm lý học và Viện Nghiên cứu Á-Phi.

## Các khoa
Tính đến năm 2005, trường đại học có 29 khoa và 15 trung tâm nghiên cứu.
- Khoa Toán Cơ
- Khoa Toán học Tính toán và Điều khiển học
- Khoa Vật lý
- Khoa Hóa học
- Khoa Khoa học Vật liệu
- Khoa Sinh
- Khoa Y cơ bản
- Khoa Khoa học đất
- Khoa Địa chất
- Khoa Địa lý
- Khoa Lịch sử
- Khoa Ngữ văn
- Khoa Ngoại ngữ
- Khoa Triết học
- Khoa Xã hội học
- Khoa Kinh tế
- Khoa Luật
- Khoa Báo chí
- Khoa Tâm lý học
- Viện nghiên cứu Á-Phi
- Khoa Hành chính công
- Trường Quản lý Kinh doanh Cao cấp
- Khoa Mỹ thuật và Nghệ thuật biểu diễn
- Khoa Công nghệ sinh học và Tin sinh học
- Trường kinh tế Moskva
- Khoa Sư phạm
- Khoa Giáo dục Học

## Các viện
- Viện vật lý hạt nhân mang tên Skobeltsyn Lưu trữ ngày 29 tháng 9 năm 2007 tại Wayback Machine
- Viện Cơ học
- Viện Thiên văn Sternberg
- Viện Sinh học Lý-Hóa mang tên A.N. Belozersky
- Trung tâm nghiên cứu Tính toán
- Viện các vấn đề lý thuyết trong vật lý vi mô mang tên N.N.Bogoliubov Lưu trữ ngày 2 tháng 6 năm 2019 tại Wayback Machine
- Viện Nghiên cứu Các Vấn đề Bảo Mật và An Ninh
- Một số viện khác

## Các cựu giáo sư và sinh viên nổi tiếng
- Aleksei Alekseyevich Abrikosov
- Pavel Sergeevich Aleksandrov
- Vladimir Arnold
- Pafnuty Chebyshev
- Anton Chekhov
- Boris Chicherin
- Ekaterina Dashkova
- Semyon Desnitsky
- Vladimir Drinfeld
- Israel Gelfand
- Vitaly Ginzburg
- Mikhail Gorbachev
- Alexander Herzen
- C A R Hoare
- Ion Iliescu
- Vyacheslav Vsevolodovich Ivanov
- Wassily Kandinsky
- Pyotr Leonidovich Kapitsa
- Yuri Knorosov
- Andrey Nikolaevich Kolmogorov
- Maxim Kontsevich
- Andrey Vitalyevich Korotaev
- Igor Kurchatov
- Lev Landau
- Grigory Landsberg
- Nikolai Luzin
- Grigory Margulis
- Sergei Novikov
- Andrei Okounkov
- Olga Oleinik
- Alexander Oparin
- Ivan Petrovsky
- Andrei Sakharov
- Yakov Sinai
- Igor Tamm
- Vladimir Toporov
- Nikolai Trubetzkoi
- Vitaly Borisovich Voloshinov